# Réduction du temps de travail en France
Pour les articles homonymes, voir RTT.

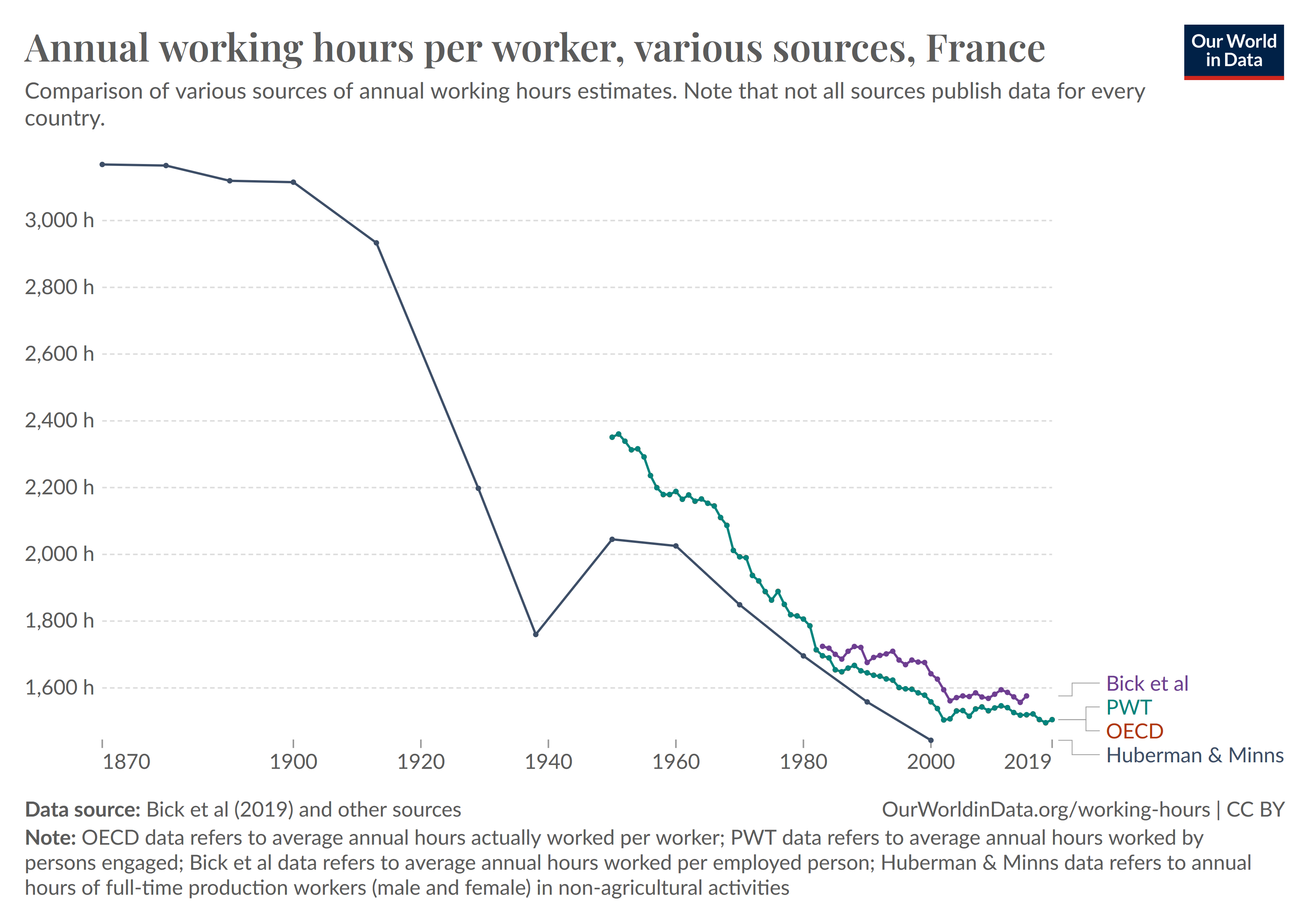
Temps de travail annuel par travailleur en France

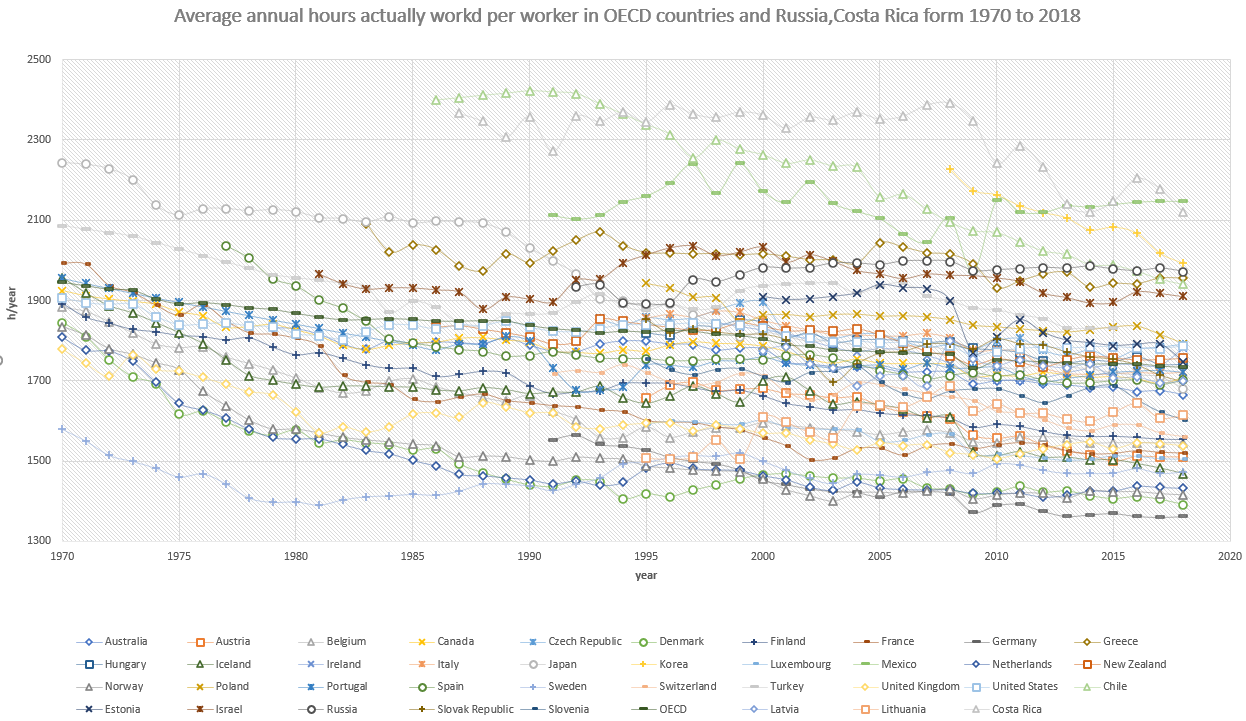
Moyen nombre d'heures effectivement travaillées par employé dans les pays de l'OCDE de 1970 à 2018.

La réduction du temps de travail (en abrégé, RTT) est une tendance générale à la diminution du temps de travail annuel en Europe comme en Amérique du Nord à partir du milieu du XIXe siècle.
La notion de temps de travail apparaît véritablement avec le salariat moderne et la grande industrie. Alors que le travail en usine remplace l'artisanat ou le travail à domicile, le temps de travail devient visible et peut être encadré par la loi. Malgré la diversité des situations, on observe une tendance générale à la réduction du temps de travail annuel en Europe comme en Amérique du Nord à partir du milieu du XIXe siècle.

## Aspect historique
La réduction du temps de travail est une tendance fondamentale des économies industrialisées depuis 1880, entraînée notamment par les luttes ouvrières et le réformisme social-démocrate. Elle est rendue possible par la productivité du travail qui ne cesse de progresser, à la suite du machinisme (automatisation, communications, stockage et traitement d'informations, intelligence artificielle...). Ces gains de productivité permettent de produire plus avec un temps de travail égal, voire moindre. La main d'œuvre est susceptible de travailler moins et gagner plus lorsque le partage de ces gains (valeur ajoutée, richesse créée) entre capital et travail est équitable.
En France, la réduction du temps de travail obéit d'abord à des préoccupations hygiénistes (rapport de Villermé, limitation de la journée à 8 heures pour les enfants de 8 à 12 ans en 1841) avant de devenir une revendication syndicale.
Depuis la fin du XXe siècle, la réduction du temps de travail est souvent perçue comme un moyen de réduire le chômage. 
François Mitterrand réduit la durée de travail à 39 heures hebdomadaires. Dans cette logique, des négociations entre certains partenaires sociaux s'ouvrent ; on peut par exemple mentionner l'Accord national métallurgie du 23 février 1982 sur la durée du travail, qui mentionne dans son annexe 3, pour les usines à feu continu :

« Article 1 — Les parties signataires retiennent le principe de la mise en place de l'horaire hebdomadaire de 33 h 36 en 5 équipes pour le personnel des services continus pour faciliter des embauches de jeunes et constituer une des solutions aux problèmes d'emploi… »

On voit là l'apparition de la notion de « partage du temps de travail. »
Le passage à une durée légale de 35 heures fut l'une des principales réformes du gouvernement Jospin.

### Chronologie

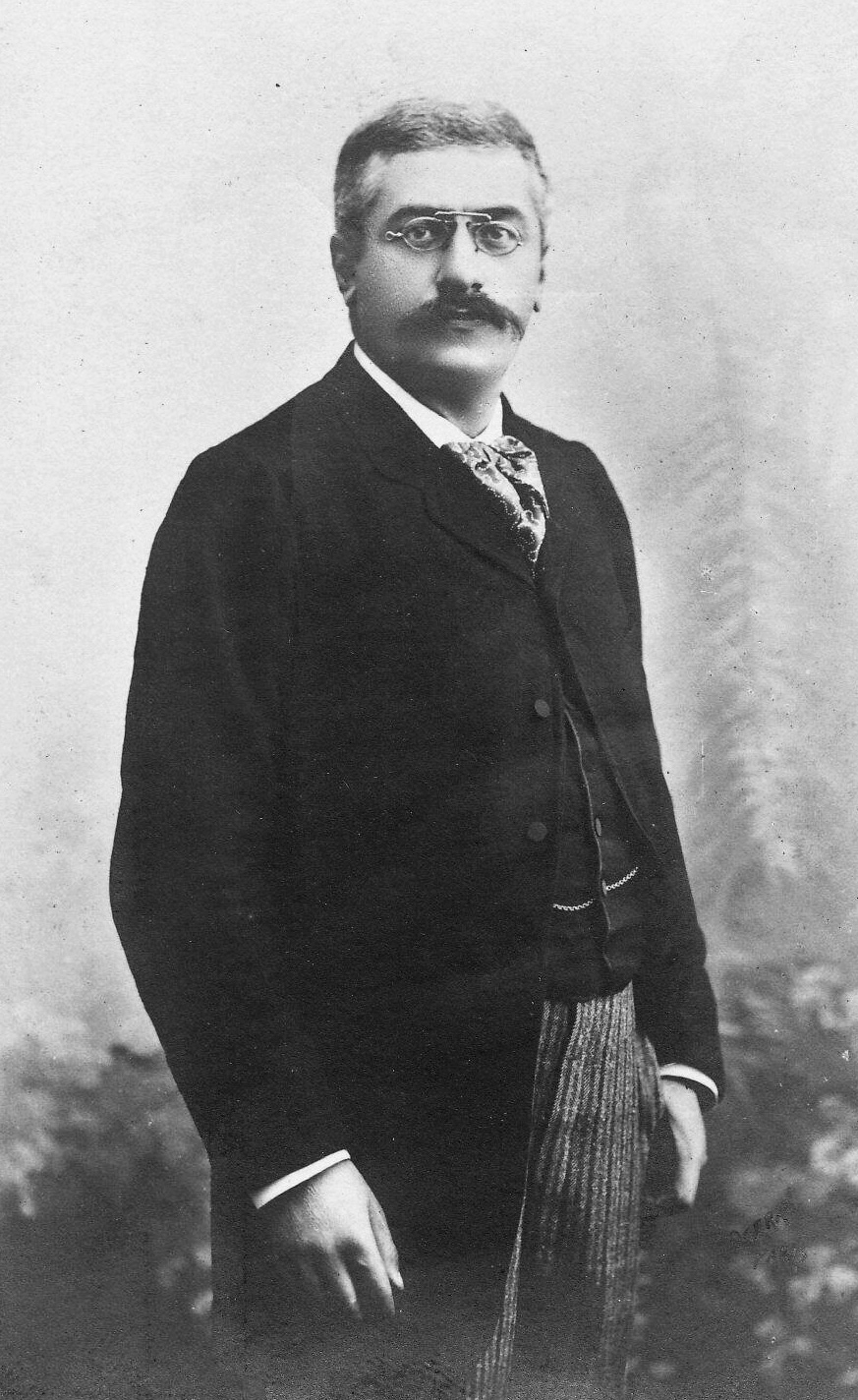
Alexandre Millerand, à l'origine de la loi du 30 mars 1900.

- Loi relative au travail des enfants employés dans les manufactures, usines et ateliers de 1841 limitant le temps de travail des enfants à 12 heures par jour de douze à seize ans, et à 8 heures par jour de huit à douze ans[2].
- Décret du 2 mars 1848[3] limitant la journée de travail des adultes à dix heures à Paris et à onze en province[4].
- Décret du 9 septembre 1848, abrogeant le précédent, et fixant la durée journalière maximum à douze heures
- Loi du 19 mai 1874 limitant le temps de travail des enfants de moins de douze ans à 6 heures par jour dans les secteurs autorisés à les employer.
- Loi de 1892 limitant à 11 heures par jour le temps de travail des femmes, ainsi que des enfants de seize à dix-huit ans.
- Loi du 30 mars 1900 (promulgation le 30 septembre), dite « loi Millerand »[5], limitant la journée de travail à onze heures du 1er avril 1900 jusqu'au 1er avril 1902, puis à dix heures et demie jusqu'au 1er avril 1904 ; et en fixant l'application progressive sur un délai de quatre ans.
- Loi de 1906 instituant la semaine de six jours (jour de repos hebdomadaire).
- Loi du 23 avril 1919 instituant la semaine de quarante-huit heures et la journée de huit heures.
- Lois de 1936 instituant la semaine de quarante heures[6] et les congés payés[7] par le Front populaire.
- Ordonnance de 1982[8] instituant la semaine de trente-neuf heures sous Mitterrand.
- Lois de 1986 et 1987 introduisant la possibilité de déroger par accord de branche puis d'entreprises à certaines dispositions légales.
- Lois de 1992[9] et 1993[10] incitant à la réduction du temps de travail et au développement du temps partiel.
- Accords interprofessionnels de 1995 organisant la répartition du temps de travail sur l'année.
- Loi Robien de 1996[11]offrant des allègements de cotisations patronales en contrepartie d'embauches liées à une forte réduction du temps de travail
- Lois Aubry du 13 juin 1998[12] et du 19 janvier 2000[13] instituant la semaine de trente-cinq heures. La première loi Aubry abroge la loi Robien[14].

## Critiques
Les mesures de réduction du temps de travail ne font pas l'unanimité parmi les économistes et sont sujettes à des débats fréquents. Ainsi, dans une tribune du Monde datée du 28 février 1997, l'économiste Florin Aftalion dénonçait le préjugé de la réduction du temps de travail pour diminuer le chômage, mesure-phare du projet du Parti socialiste.
Plus généralement, l'économiste libéral Pascal Salin juge non légitime l'intervention de l'État dans la définition de la durée du temps de travail qui ne devrait être selon lui que du ressort de la libre négociation entre salariés et employeurs, comme c'était le cas au début du XIXe siècle et auparavant. Il qualifie le partage du temps de travail d'« idée fausse ».
En revanche, la réduction du temps de travail est une revendication pérenne du mouvement ouvrier depuis ses débuts et a eu ses théoriciens illustres, à commencer par Karl Marx.
En juillet 2016, un rapport de l'Inspection générale des affaires sociales évaluant les politiques de réduction du temps de travail fuite dans Mediapart. Ce rapport reconnaît que les lois Aubry ont permis la création de 350 000 emplois et recommande de « réduire la durée du travail dans une perspective prioritaire de création d’emplois ». Il écarte toutefois, de manière discutable, le rôle central joué par la réduction des cotisations employeurs, menée parallèlement à la réduction du temps de travail. Selon plusieurs estimations,,, la très grande majorité, voire la totalité de ces créations d'emploi, ont été permises par les allègements de cotisations employeurs et non par la réduction du temps de travail.
Le passage au 40 heures sous le Front populaire a créé un nombre d'emplois difficile à évaluer. Jean-Charles Asselain estime toutefois que le quart des emplois créés par la loi a été occupé par des chômeurs.
Le passage au 39 heures sous le gouvernement Mauroy, durant la présidence de François Mitterrand, a conduit selon une estimation de 1985 à la création de 14 000 à 28 000 emplois, dont 10 000 à 20 000 dans l'industrie, et le reste dans le commerce.